# Živá panenka
Živá panenka je americký televizní film roku 2000, režírovaný Markem Rosmanem. Premiéru měl na stanici ABC. Hlavními hvězdami filmu jsou Lindsay Lohan a Tyra Banks.

## Děj
Dvanáctiletá Casey (Lindsay Lohan) rozhodně není typická dívka. Víc než hračky ji zajímá míč a raději než s Barbie panenkami hraje s kluky fotbal. Proto ji mrzí, že otec opět nedodržel slib a nepřišel se podívat na její zápas. I když si na to už mohla zvyknout. Od té doby co před dvěma lety zemřela jeho milovaná manželka, se totiž Ben (Jere Burns) ponořil do práce v advokátní kanceláři. Že není tam, kde má být, si muž uvědomí uprostřed jednání se svými kolegy Richiem (Garwin Sanford) a Drew (Anne Marie Loder). Další den ho Drew pozve na večeři, ale Ben odmítne, protože Casey má narozeniny. Richie mu vyčítá, že sympatickou kolegyni odmítá a přehlíží, ale Ben stále ještě nevyrovnal s bolestnou ztrátou natolik, aby dokázal navázat nový vztah. Ani Casey se ještě nedokázala se ztrátou maminky vyrovnat. Stala se z ní nešťastná osamělá dívka, která nejenže se odcizila s otcem, ale ve své bolesti se pohádala a rozešla se všemi starými kamarády. Věří, že to jediné, co by ji znovu mohlo udělat šťastnou, je získat zpět mámu a proto se rozhodne vzít věci do vlastních rukou.
S pomocí internetu se dopátrá knihkupectví, kde prodávají magickou knihu obsahující návod, jak navrátit ztracenou duši. Vezme všechny úspory, ale kniha stojí sto padesát dolarů. Casey však udělá cokoli, aby získala maminku zpět a tak knihu ukradne. Musí protrpět nepovedenou narozeninovou večeři s otcem a také návštěvu Drew, která jí přinese dárek, luxusní panenku Eve . Casey o ni nestojí, pečlivě shromáždí všechny potřebné věci, a jme se kouzlit. Do přípravy se však vloudí chybička – to když se vlasy panenky Eve náhodně připletou ke kartáči, který patřil matce. Casey vysloví magická slova, jde spát a když se ráno probudí, leží vedle ní v posteli živá.. panenka Eve (Tyra Banks).
Ta je šťastná, že je živá a velká, přesto ji poněkud zaráží, že není modelkou, jak si vždycky myslela. Casey má pocity zcela opačné. Je nešťastná z toho, že kouzlo nevyšlo a pohrdá oživlou panenkou, která nadevše miluje nákupy a oblečky podle poslední módy. Neví si s ní rady a rozhodně nechce být nikde, kde je ona. Dočte se, že kouzlo se stane trvalým a nevratným pokud do čtyř dnů nepronese protikouzlo. To však obsahuje druhý díl knihy. Casey se rozhodne nesnesitelné Eve, která ji pronásleduje na každém kroku, zbavit, knihu najít a poslat panenku tam, odkud přišla.

## Obsazení
- Lindsay Lohan jako Casey Stuart
- Tyra Banks jako Eve
- Jere Burns jako Ben Stuart
- Anne Marie Loder jako Drew Mitchell
- Garwin Sanford jako Richie
- Tom Butler jako Phil
- Jillian Fargey jako Ellen
- Dee Jay Jackson jako Trenérka

## Produkce

### Casting
Lindsay Lohan nemusela absolvovat konkurz na Casey Stuart, protože film byl brán jako televizní a kvůli její smlouvě na tři filmy z produkce Walt Disney Company, role ji byla nabídnuta.
Sourozenci Lindsay Lohan si ve filmu zahráli menší role.

### Natáčení
Stephanie Moore přišla s nápadem panenky, která se stane živou a začala spolupracovat s režisérem Markem Rosmanem. Před produkce začala v létě 1999 a natáčení začalo v říjnu.
Natáčení trvalo tři týdny ve Vancouveru v Britské Kolumbii v Kanadě. Obchod Kaboodles, ve kterém se natáčelo, je skutečný. Nachází se v Point Grey ve Vancouveru.

## Sequel
Sequel k filmu byl poprvé oznámen v listopadu roku 2012. V lednu 2014 Disney Channel potvrdil, že pracuje na sequelu filmu s Tyrou Banks, která by si znovu měla zahrát roli Eve. V lednu 2014 samotná Tyra sequel potvrdila.